# شرق داغينهام (محطة مترو أنفاق لندن)
شرق داغينهام (بالإنجليزية: Dagenham East)‏ هي إحدى محطات مترو أنفاق لندن. تقع على خط ديستريكت أفتتحت في المنطقة (Zone) رقم 5 أفتتحت في 1885، 2 يونيو 1902 .